# 白花米口袋
白花米口袋（学名：Gueldenstaedtia verna f. alba）为豆科米口袋属少花米口袋下的一个变型。

## 扩展阅读
- 維基物種上的相關：白花米口袋